# Petit basset griffon vendéen
För andra betydelser, se Griffon eller Basset.
För andra betydelser, se Basset griffon vendéen.
Petit basset griffon vendéen är en hundras från Frankrike. Den är en av fyra strävhåriga (griffon) drivande hundar av braquetyp som är namngivna efter departementet Vendée i västra Frankrike.

## Historia
Fram till 1950 var basset griffon vendéen en ras som man då skilde åt efter storlek: petit basset griffon vendéen (den mindre) och grand basset griffon vendéen (den större). 1975 slöts stamböckerna och man kunde inte längre korsa raserna fritt med varandra. De båda lågbenta bassetraserna står nära grand griffon vendéen och briquet griffon vendéen men har funnits som separat typ åtminstone sedan 1700-talet. Renaveln inleddes mot slutet av 1800-talet av greven Christian d'Elva och något senare Paul Dézamy som avlade bort de krökta benen som kom av dvärgväxtmutation.

## Egenskaper
Strävhåriga hundar är mer tåliga mot risiga snår och buskar; landskapet i Vendée är känt för sin täta undervegetation. I hemlandet används basset griffon vendéen för jakt i koppel (pack). De används vid jakt på kanin, hare, rådjur, hjort, räv och vildsvin. Den är skalldrivande och är känd för sitt klangfulla skall.
Petit basset griffon vendéen är en liten, kraftig och livlig hund. Den är charmig, vänlig, nyfiken, tålig och är energisk. Den kan vara något skällig. Den har ett stabilt temperament och är en trevlig familjehund.
Rasen har ett stort arbetsbehov - att få jaga alternativt aktiveras mycket, att ofta få vistas i skog och mark, att bli rejält motionerad, att ofta få vara lös, att få social närhet med såväl familjen som andra hundar.
I Sverige används basset griffon vendéen som ensamdrivande hundar. Som en följd av att de avlats för att jaga i grupp anses de lätta att samarbeta med. För att få högre utmärkelser på hundutställning måste en basset griffon vendéen ha meriter från jaktprov för drivande hund.

## Utseende
Jämfört med grand basset griffon vendéen har petiten kortare nosparti, öron och svans, liksom kortare rygg och päls, alltså väsentliga skillnader i helhetsintrycket.
Pälsen skall vara sträv och lång. Den får inte vara för lång och aldrig mjuk eller ullig. Täckhåret skall nå så långt att det på delar av kroppen bildar behäng. Läpparna skall vara täckta av mustascher och hunden skall ha kraftiga ögonbryn. Kroppsformen är avlång och svansen, som är sabelformad, är högt ansatt och skall bäras stolt. Rörelserna ska vara mycket lediga och lätta. Huvudet skall ha en markerad pannavsats, ganska välutvecklad nackknöl och svart nosspegel. Öronen är långa, lågt ansatta och hängande. Frambenen skall vara raka med kraftiga överarmar. Ögonen skall vara ganska stora och intelligenta och ge ett vänligt uttryck.